# Мустафа Кемал паша (квартал на Истанбул)
„Мустафа Кемал паша“ (на турски: Mustafa Kemalpaşa) е квартал на Истанбул, разположен в околия Авджълар. Общата му площ е 0,93 км2. Според данни на Адресната система за регистриране на населението (ABPRS) към 2023 г. населението на „Мустафа Кемал паша“ е 45 784 жители.